# Trichoncus patrizii
Trichoncus patrizii là một loài nhện trong họ Linyphiidae.
Loài này thuộc chi Trichoncus. Trichoncus patrizii được Lodovico di Caporiacco miêu tả năm 1953.